# Лунный автомобиль

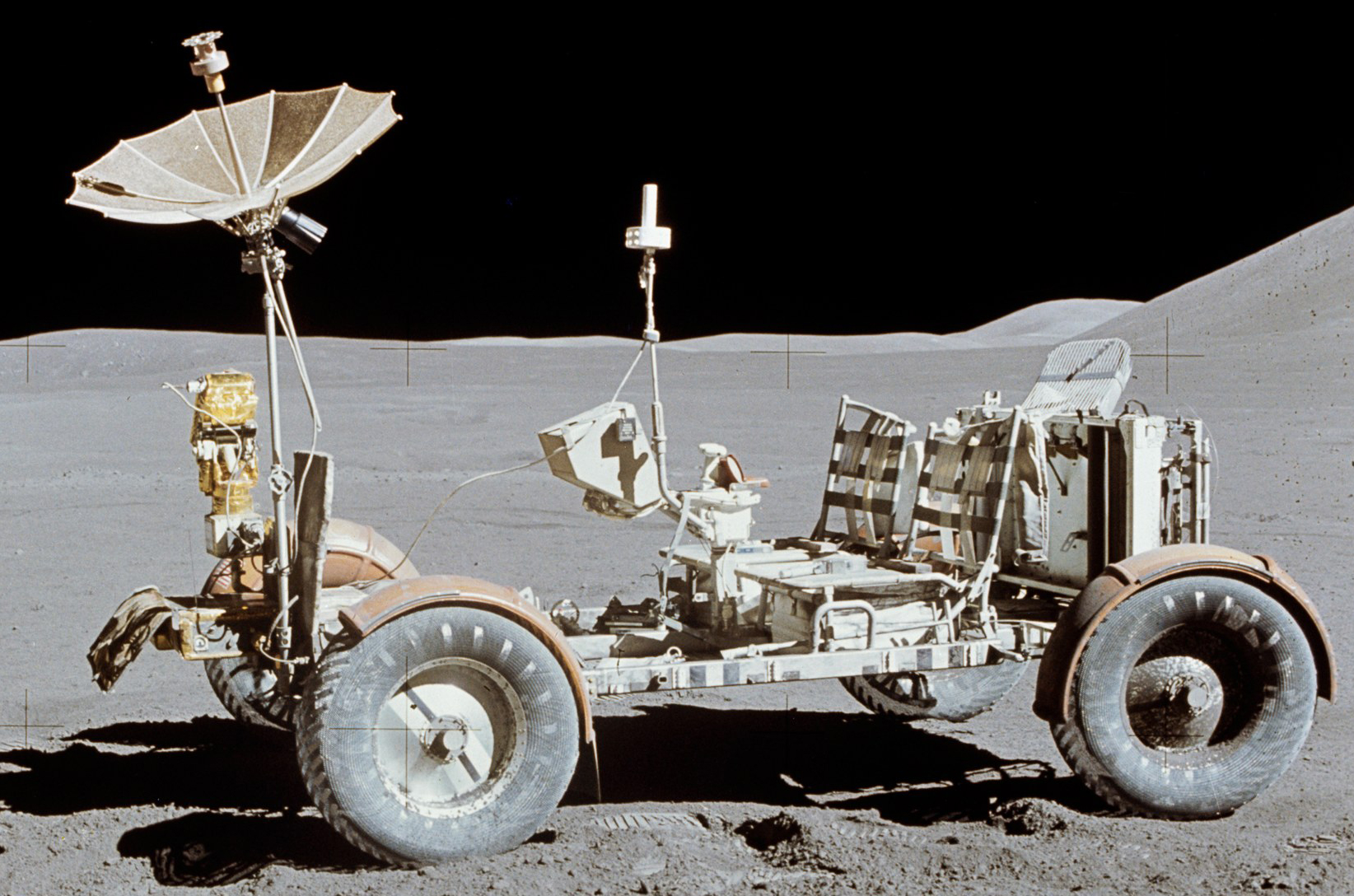
Лунный автомобиль, первый из трёх оставленных на Луне, экспедиция «Аполлон-15», 1971 год

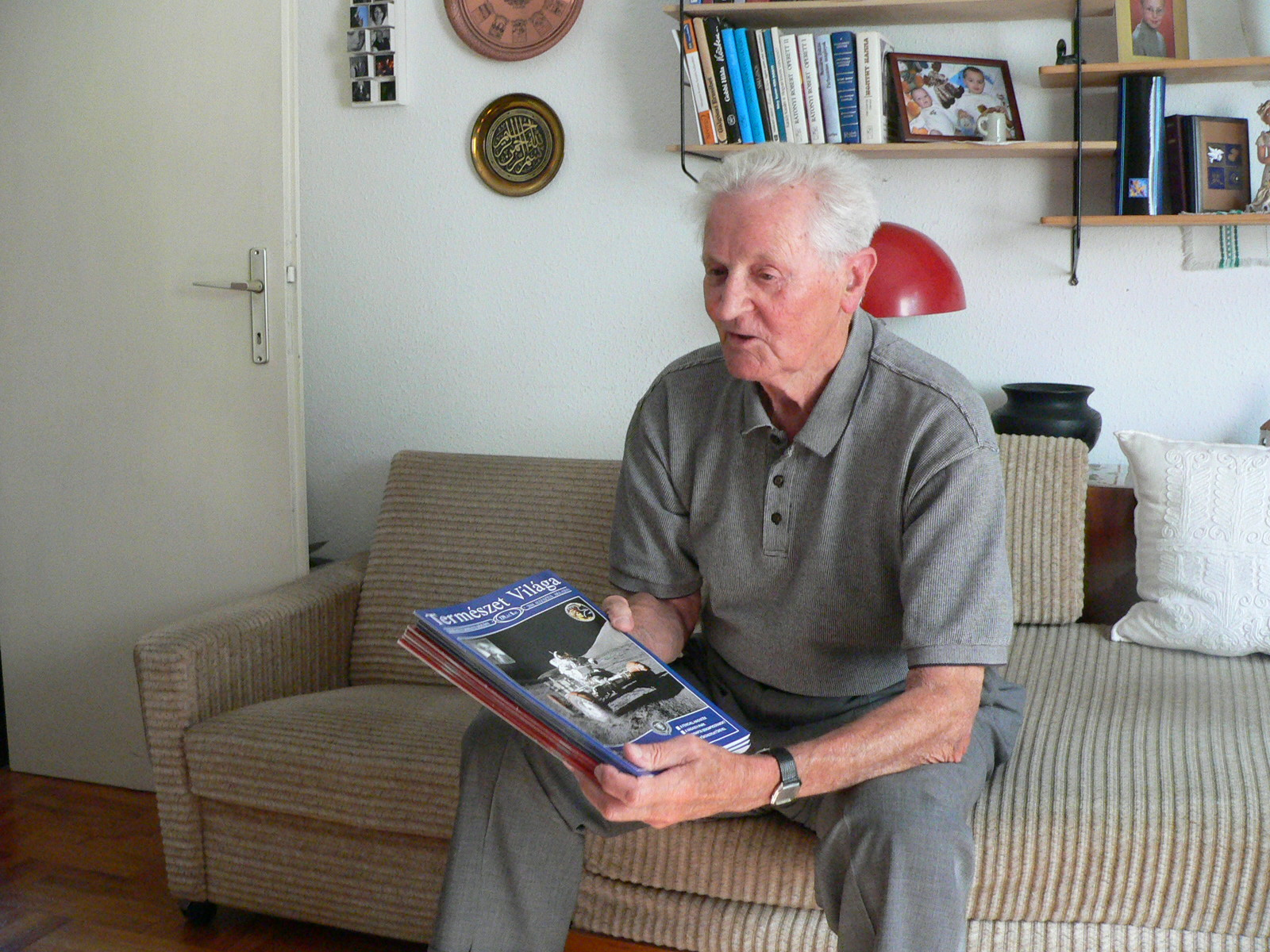
Ференц Павликс — главный конструктор луномобиля

Лунный автомобиль (также лунный вездеход, луномобиль, англ. lunar rover, от англ. lunar roving vehicle, сокращённо LRV) — четырёхколёсный транспортный планетоход для передвижения людей по поверхности Луны, использовавшийся в ходе последних экспедиций программы «Аполлон» — «Аполлон-15», «Аполлон-16» и «Аполлон-17» в начале 1970-х годов. Разработчик и генеральный подрядчик — Boeing, конструктор — Ференц Павликс.
Представлял собой двухместный электромобиль на двух неперезаряжаемых батареях. Управление электромобилем поручалось командиру экипажа.
Все три лунных автомобиля после экспедиций остались на поверхности Луны.

## Преимущество
Лунный автомобиль значительно расширил доступную для астронавтов площадь лунной поверхности. Ранее астронавты могли перемещаться на Луне лишь пешком и, следовательно, только непосредственно вокруг места посадки из-за сковывавших их скафандров и ранцев с приборами жизнеобеспечения. Луноход же позволил астронавтам быстрее и дальше перемещаться, меньше уставать и экономить кислород для исследовательской работы. На луноходе астронавты могли передвигаться по Луне со скоростью до 13 км/ч. В ходе экспедиции «Аполлон-16» был установлен рекорд скорости передвижения по Луне — 18 км/ч. Общая длина пути, пройденного лунными автомобилями в экспедициях «Аполлон-15», «Аполлон−16» и «Аполлон−17», составила соответственно 28, 27 и 36 км.

## Конструкция

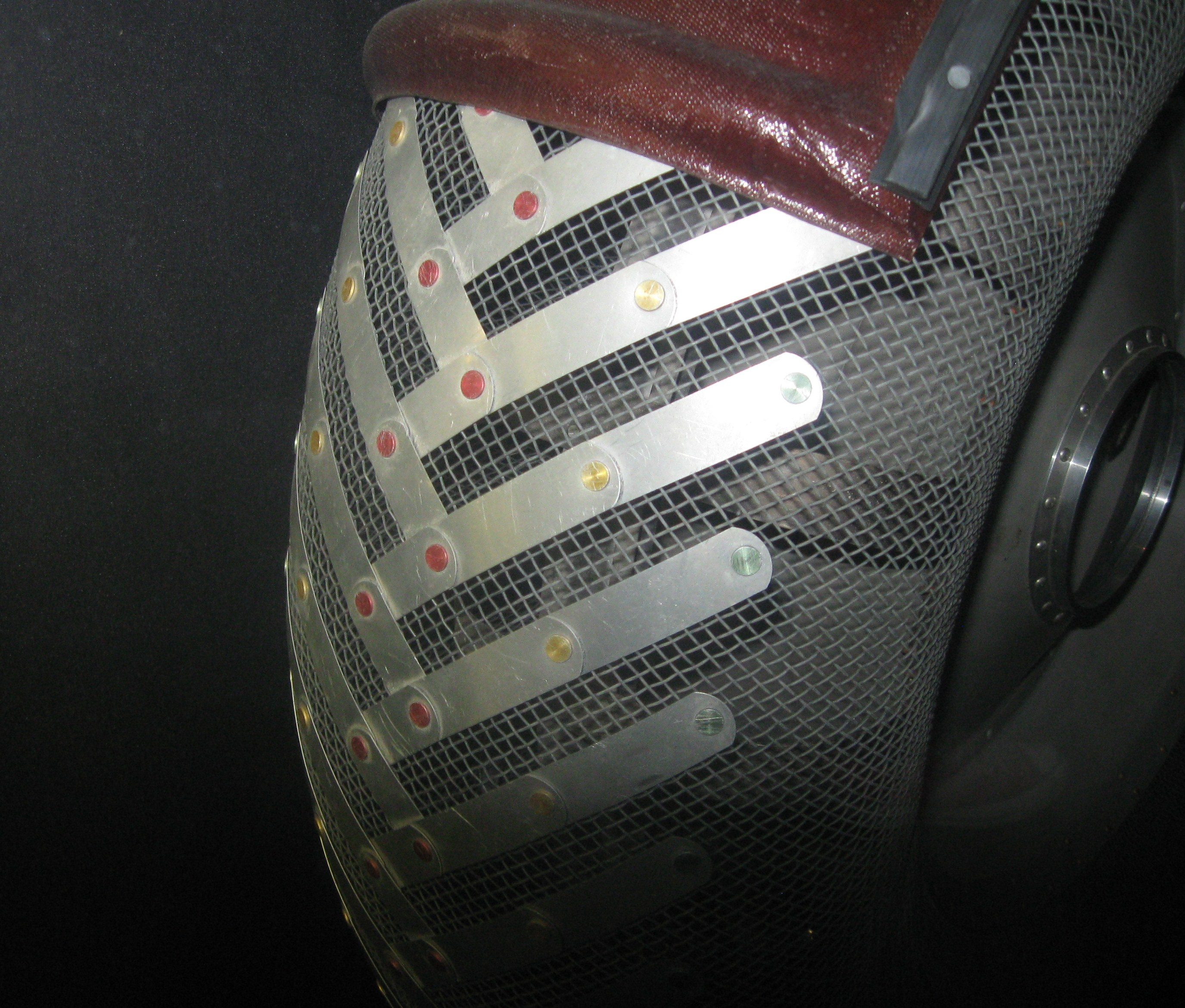
Колесо лунного автомобиля

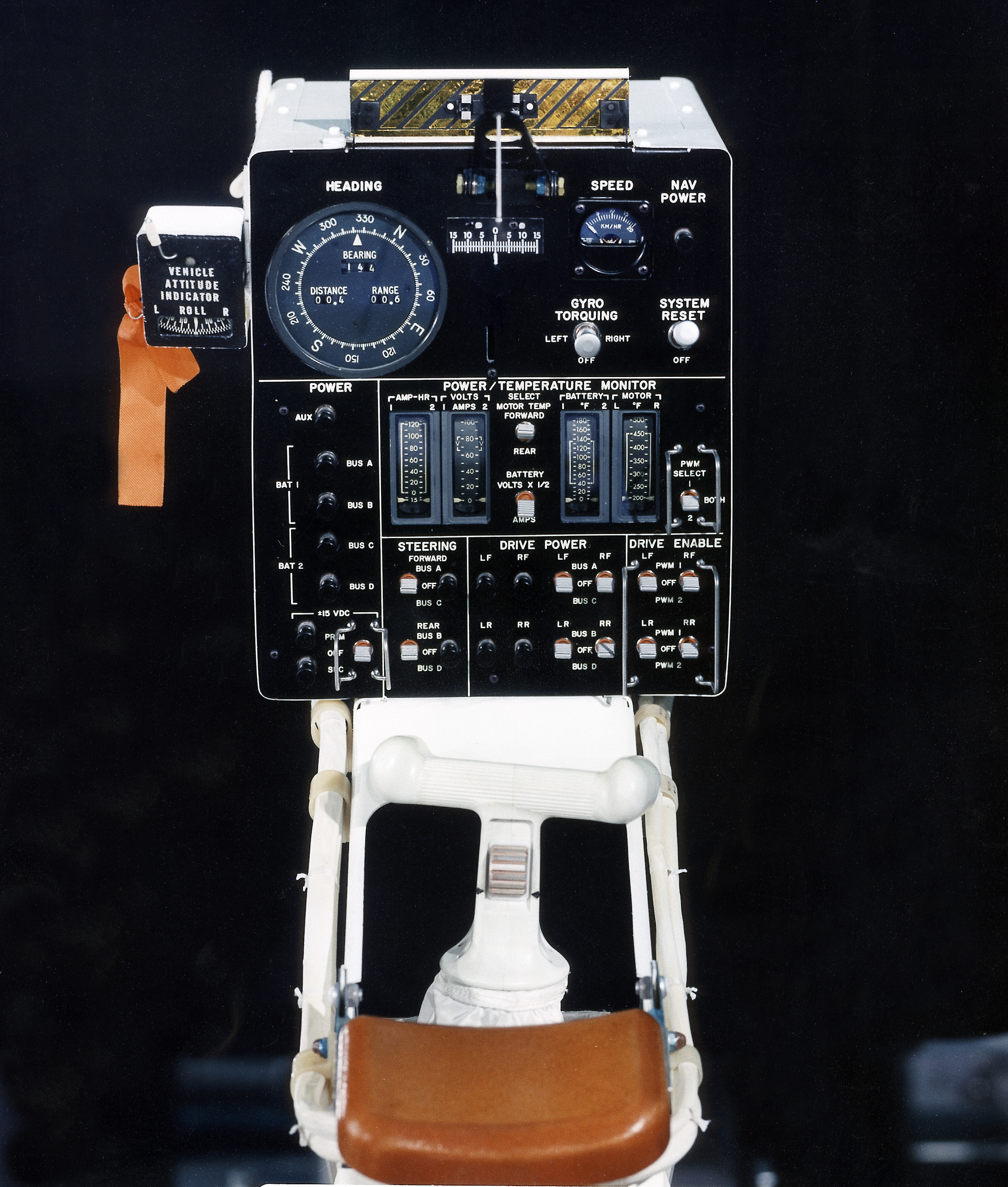
Приборная панель лунного автомобиля

Лунный автомобиль был снабжён четырьмя ТЭДами постоянного тока Delco (каждое колесо луномобиля приводилось в действие индивидуальным ТЭДом) мощностью по 190 Вт каждый при оборотах до 10 тыс. оборот./мин. Передача крутящего момента осуществлялась через понижающий волновой редуктор 80:1, а также — двумя рулевыми двигателями (по одному для передних и задних колёс). Источник электроэнергии — две неперезаряжаемые серебряно-цинковые батареи напряжением 36 вольт и ёмкостью 121 А·ч каждая. Конструкцией предусматривалась возможность питания от батарей электромобиля устройства связи или телекамеры. Батареи и электроника были снабжены системой пассивного охлаждения.
Колёса луномобиля были разработаны компанией General Motors. Конструкция колеса включала алюминиевый диск и покрышку диаметром 810 мм и шириной 230 мм. Покрышка была выполнена из плетёной стальной проволоки (волокон) толщиной 0,84 мм с цинковым покрытием. Порядка 50 % площади покрышки занимал специальный титановый протектор для надёжного контакта с грунтом. Над колёсами располагались пылевые щитки.
Лунный автомобиль обладал массой в 210 кг и грузоподъёмностью в условиях лунной силы тяжести в 490 кг. Рама шасси длиной в 3 м с колёсной базой в 2,3 м была сварена из алюминиевых труб (алюминиевый сплав 2219).
Рама состояла из трёх частей, скреплённых шарнирами, благодаря чему она складывалась и во время полёта к Луне была закреплена снаружи, в отсеке 3 посадочной ступени в сложенном виде, занимая объём 0,85 м3. Машина опускалась на грунт двумя астронавтами с помощью блочно-тросовой системы, шасси и сиденья раскладывались и фиксировались.
Остронаправленная антенна хранилась в другом отсеке. Максимальная высота автомобиля составляла 1,1 м. Дорожный просвет при полной загрузке — 350 мм. Радиус разворота — около трёх метров.
Управление машиной осуществлялось T-образной рукояткой, расположенной между сиденьями:
- подача ручки вперёд — движение вперёд (назад — в режиме заднего хода);
- влево-вправо — поворот, соответственно, влево или вправо;
- назад — торможение;
- полностью назад — стояночный тормоз.

На ручке имелся переключатель направления хода (вперед/задний ход). Приборное оборудование было смонтировано на отдельном щитке и включало в себя следующие приборы: спидометр, указатель пройденного расстояния, азимут движения (курс), наклон, индикаторы запаса мощности батарей и температуры.
Скорость передвижения составляла около 8—10 км/ч, хотя на отдельных участках луномобиль мог разгоняться до 16 км/ч и даже, поставив рекорд, в 18 км/ч, что впрочем, создавало лишь проблемы, так как сила тяжести на Луне в 6 раз меньше таковой на Земле, и, несмотря на полную нагруженность лунного вездехода, его ощутимо подбрасывало на неровностях грунта.
Навигация обеспечивалась гирокомпасом и одометром. Кроме того, на приборной панели было смонтировано простое устройство для определения азимута движения по тени штыря-гномона. Учитывая крайне малую скорость движения Солнца по лунному небу, точность прибора получалась вполне удовлетворительная.
Лунный автомобиль был оборудован собственной системой радио- и телевизионной связи. Имелась остронаправленная сетчатая параболическая антенна для прямой связи с Землёй, также ненаправленная антенна. На борту были установлены цветная телекамера и 16-мм кинокамера, а также 70-мм фотокамера. Для них имелся и запас плёнок в кассетах.

## Использование
Каждый луномобиль использовался для трёх поездок — по одной в каждый из трёх дней экспедиции.
| Экспедиция | Пробег   | Общее время | Наибольшее удаление от лунного модуля |
| ---------- | -------- | ----------- | ------------------------------------- |
| Аполлон-15 | 27,76 км | 3 ч 02 мин  | 5,0 км                                |
| Аполлон-16 | 26,55 км | 3 ч 26 мин  | 4,5 км                                |
| Аполлон-17 | 35,89 км | 4 ч 26 мин  | 7,6 км                                |

Максимальное удаление луномобиля от лунного модуля ограничивалось ресурсами индивидуальных систем обеспечения астронавтов, которых должно было хватить для пешего возвращения к модулю в случае поломки луномобиля. После того как лунные автомобили и скафандры астронавтов продемонстрировали свою надежность, это ограничение было смягчено во время последней экспедиции («Аполлон-17»), что позволило удалиться от лунного модуля на максимальное расстояние в 7,6 км.

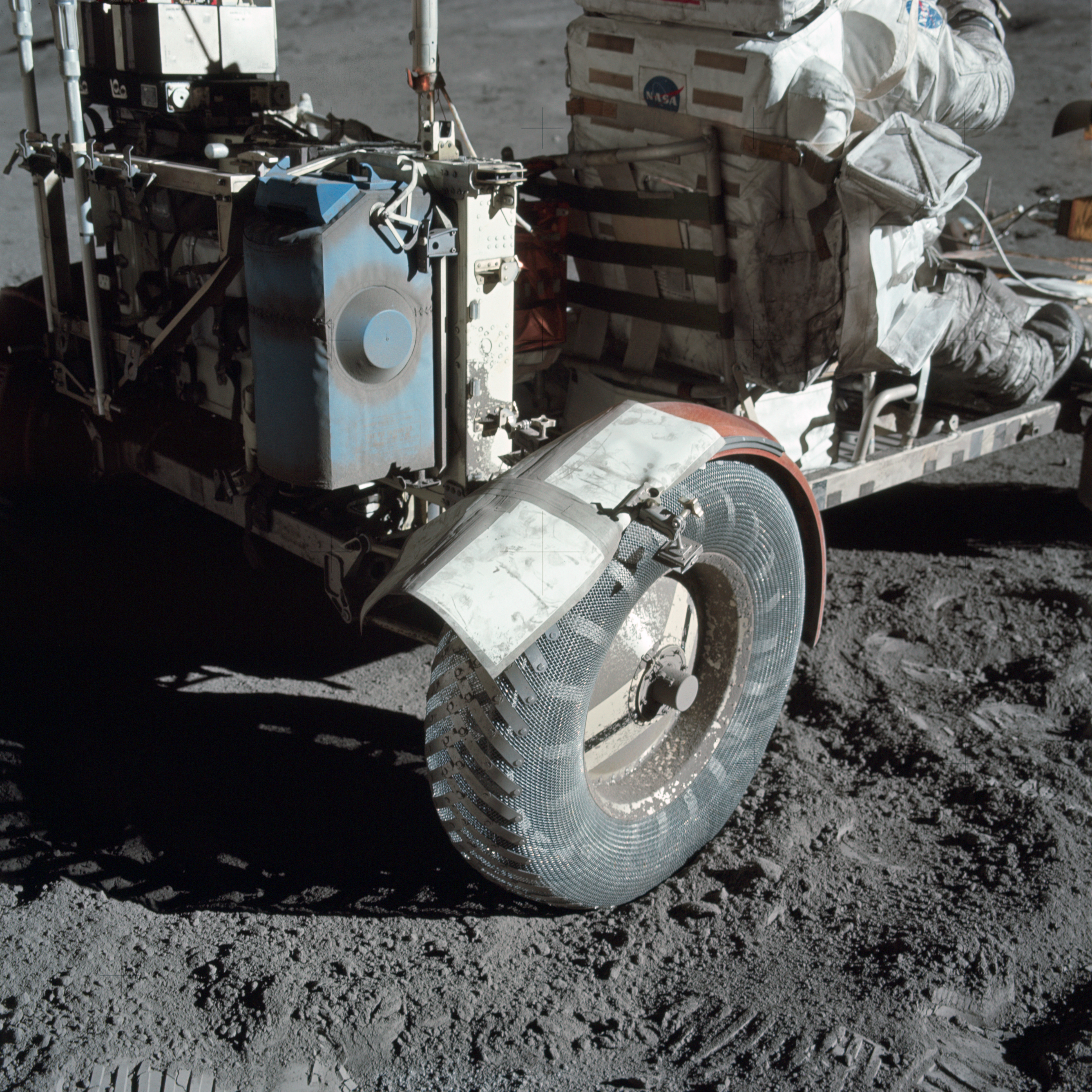
Поврежденное крыло лунного автомобиля (Аполлон-17)

В ходе эксплуатации LRV на Луне астронавты испытали ряд трудностей. Так, во время экспедиции «Аполлон-16» при втором выходе на грунт (место — точка № 8) астронавт Янг случайно задел пылевой щиток луномобиля и оторвал его. Пыль, поднятая колёсами луномобиля, осыпала астронавтов, консоль управления и оборудование радиосвязи. Батареи стали нагреваться, и расход энергии превысил штатную норму. Ремонт, однако, не производился. Та же деталь была оторвана в ходе экспедиции «Аполлон-17» (Юджин Сернан задел её ручкой геологического молотка). Астронавты закрепили её клейкой лентой, однако из-за пыли лента держалась плохо, и через час щиток был потерян окончательно. Луномобиль снова осыпал себя пылью. Было принято решение исправить поломку собственными силами. Астронавты сделали пылевой щиток из подручных материалов, используя карты местности, клейкую ленту и зажимы — фиксаторы осветителей, снятые с лунного модуля. Карты со следами эрозии от лунной пыли были возвращены на Землю и экспонируются в Национальном музее воздухоплавания и астронавтики.
Установленная на луномобиле цветная телевизионная камера с 6-кратным объективом-трансфокатором была оснащена электроприводом для поворота в горизонтальной и вертикальной плоскостях и изменения фокусного расстояния, благодаря чему ей могли управлять не только астронавты, но и оператор с Земли. Это значительно расширило возможности видеосъёмок и, в частности, позволило заснять старт лунного модуля с Луны. Для такой съёмки луномобиль заранее оставлялся в позиции на таком расстоянии от модуля, чтобы в поле зрения его телекамеры попадал он весь. Оператор на Земле, ориентируясь на телевизионную картинку с камеры, управлял её приводом, сопровождая взлёт модуля. Хотя время старта было известно с точностью до секунд, в силу заметно долгого прохождения сигнала по цепочке Луна—Земля—Луна оператору приходилось работать с упреждением по времени. Так, вертикальное панорамирование приходилось начинать, когда на телекартинке оператора модуль ещё стоял на грунте. Это затрудняло съёмку, вследствие чего в экспедициях «Аполлон-15» и «Аполлон-16» старты лунных модулей были засняты плохо. Однако в экспедиции «Аполлон-17» старт лунного модуля был заснят удачно.

## Фотогалерея

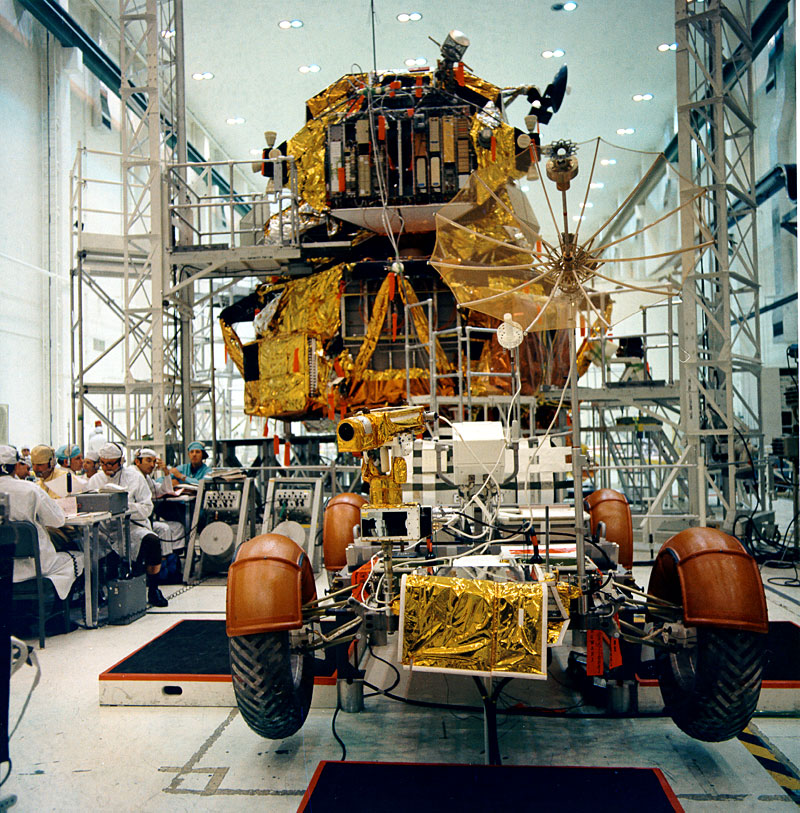
«Фалкон» (на заднем плане) и «лунный автомобиль» в процессе сборки в Космическом центре имени Кеннеди
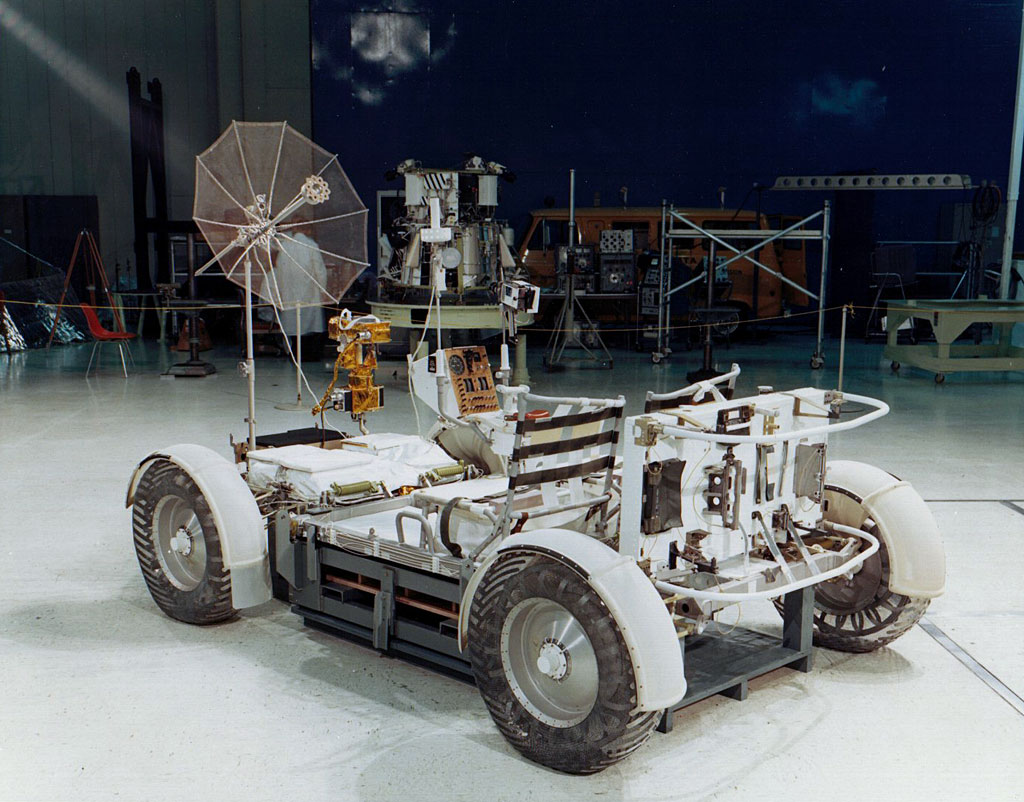
«Луномобиль» № 1 на заводе корпорации Boeing в Кенте, штат Вашингтон, перед самой отправкой в Космический центр имени Кеннеди
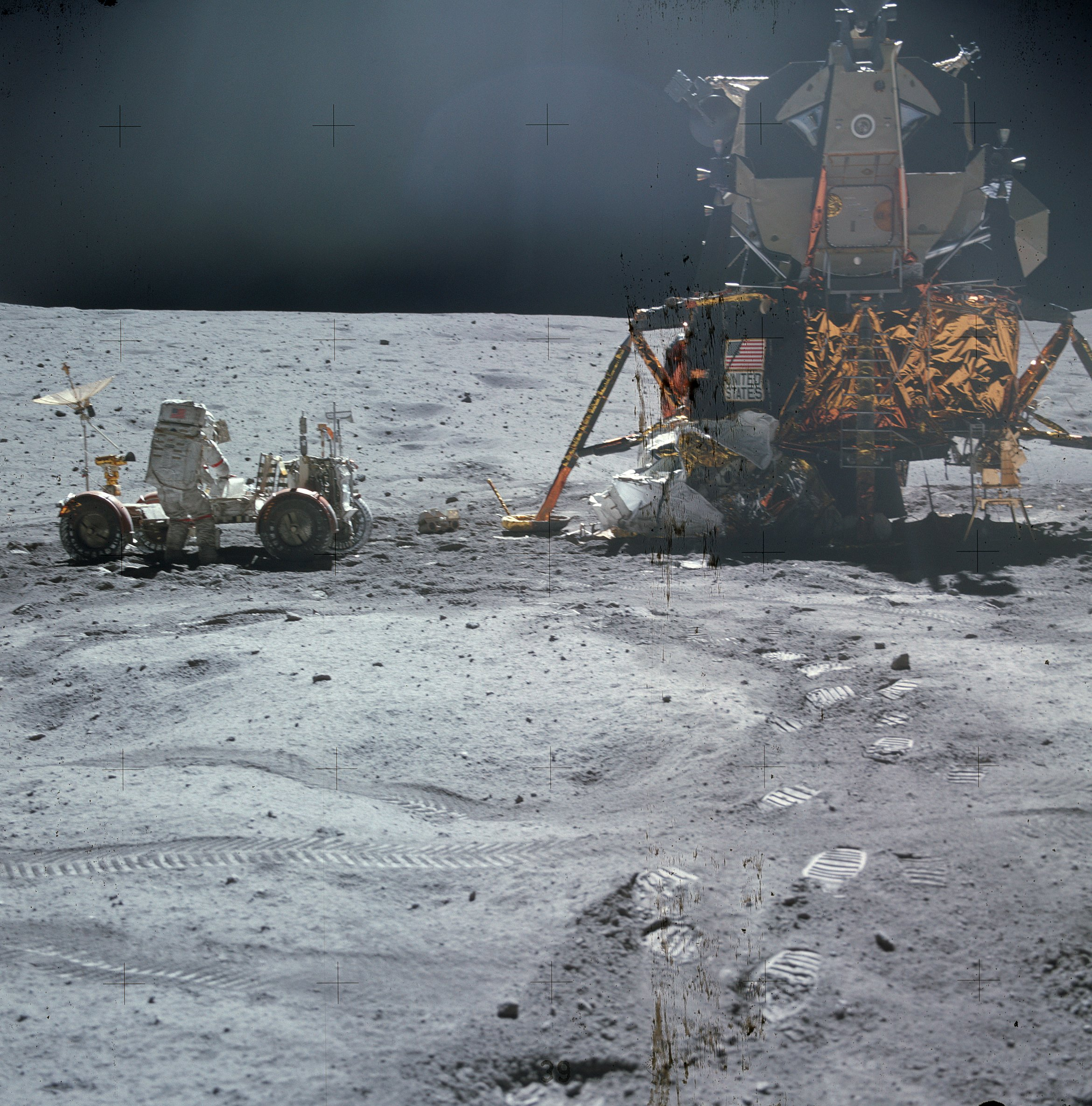
Экспедиция «Аполлон-16». Джон Янг работает у лунного автомобиля рядом с лунным модулем «Орион». Апрель 1972 года
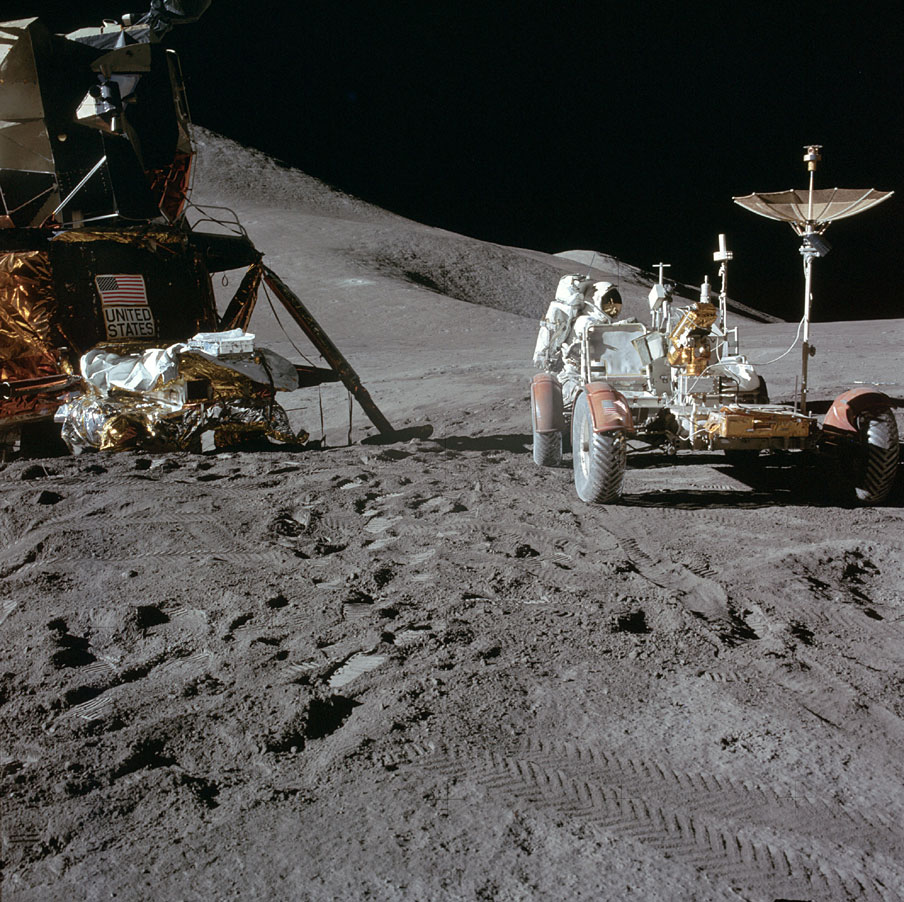
Джеймс Ирвин у «луномобиля»
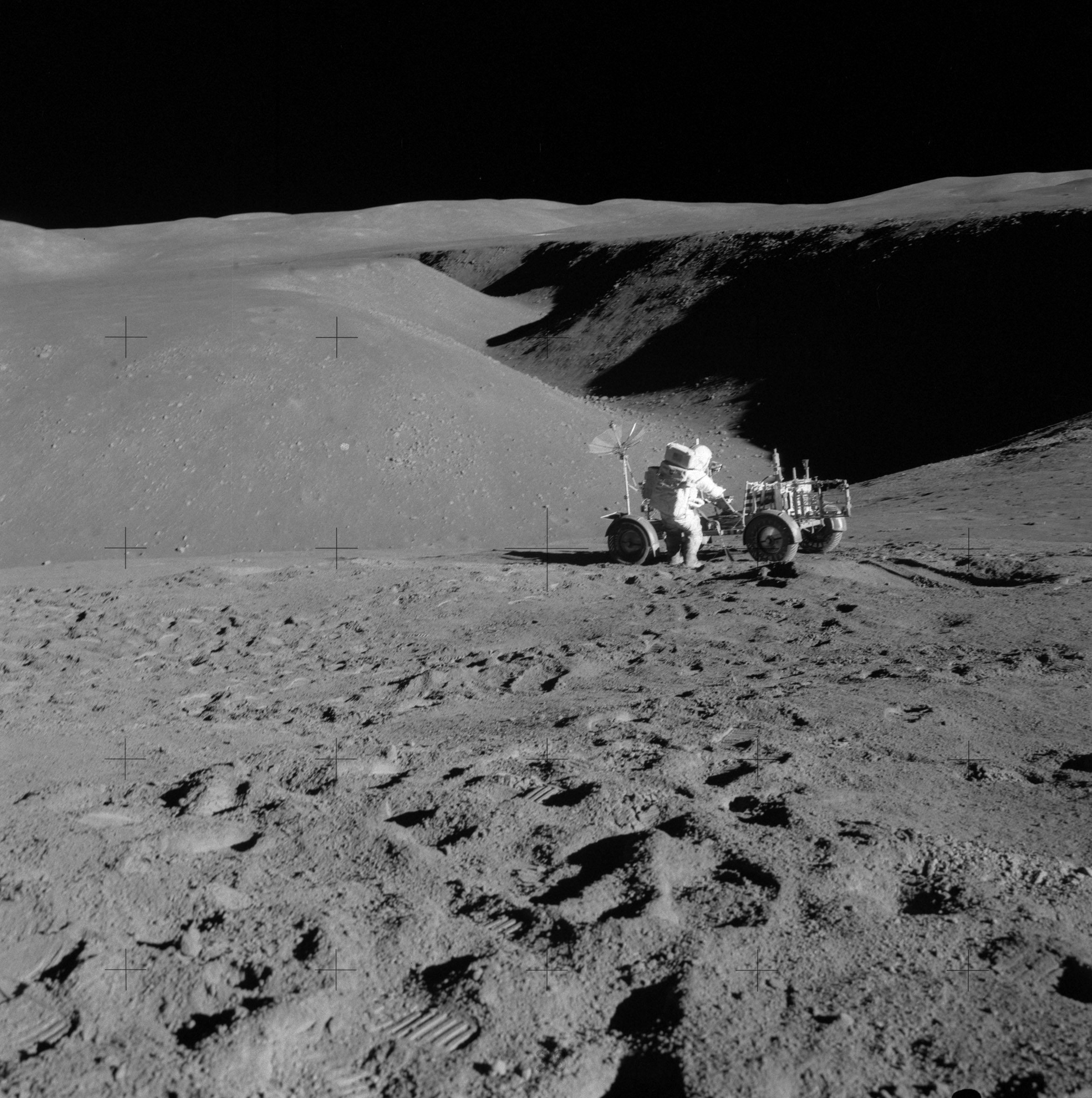
Дэвид Скотт и «луномобиль» у каньона Хэдли Рилл
Экспедиция «Аполлон-17»
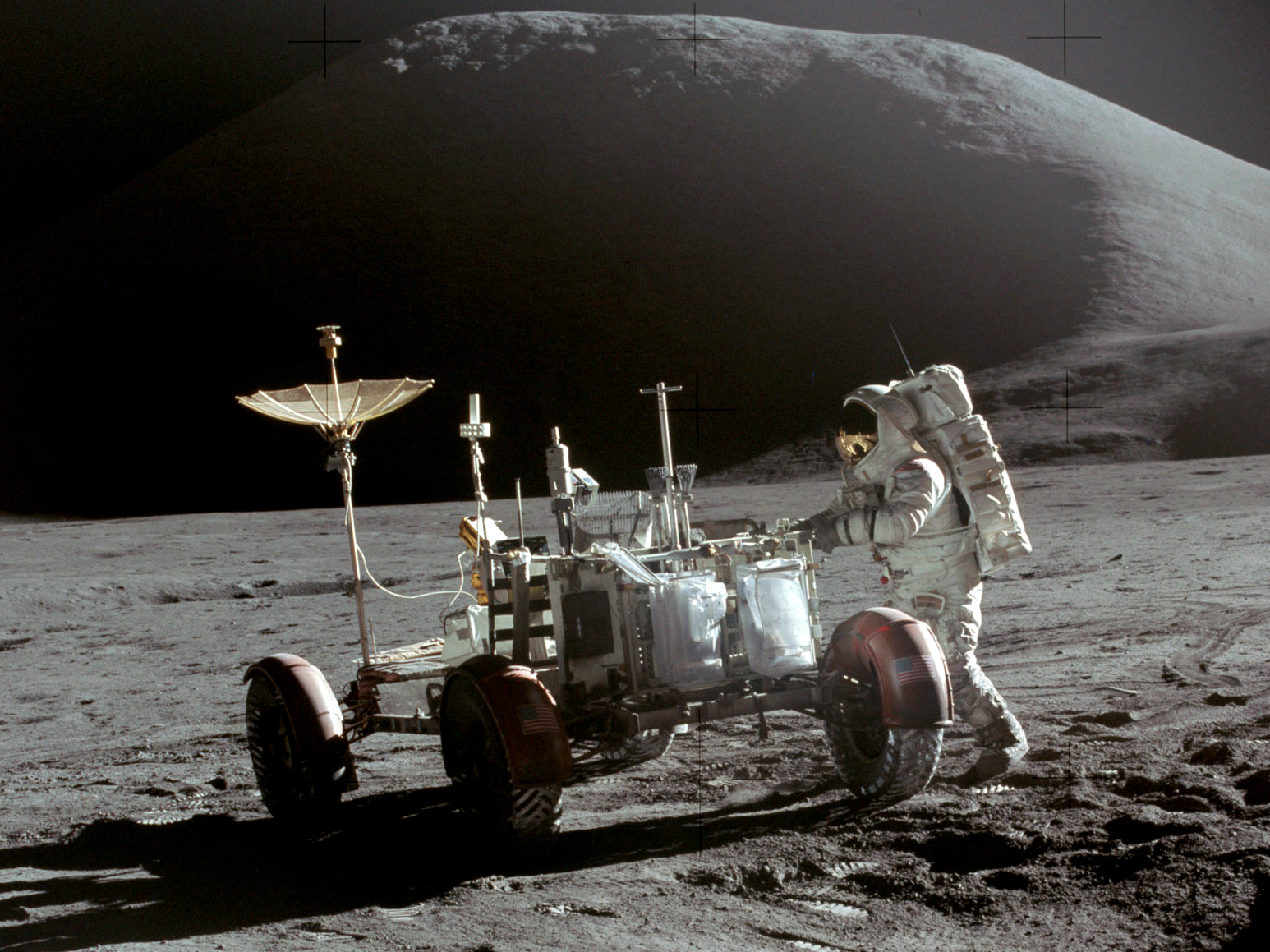
Экспедиция «Аполлон-15». Джеймс Ирвин рядом с лунным автомобилем. 1971 год
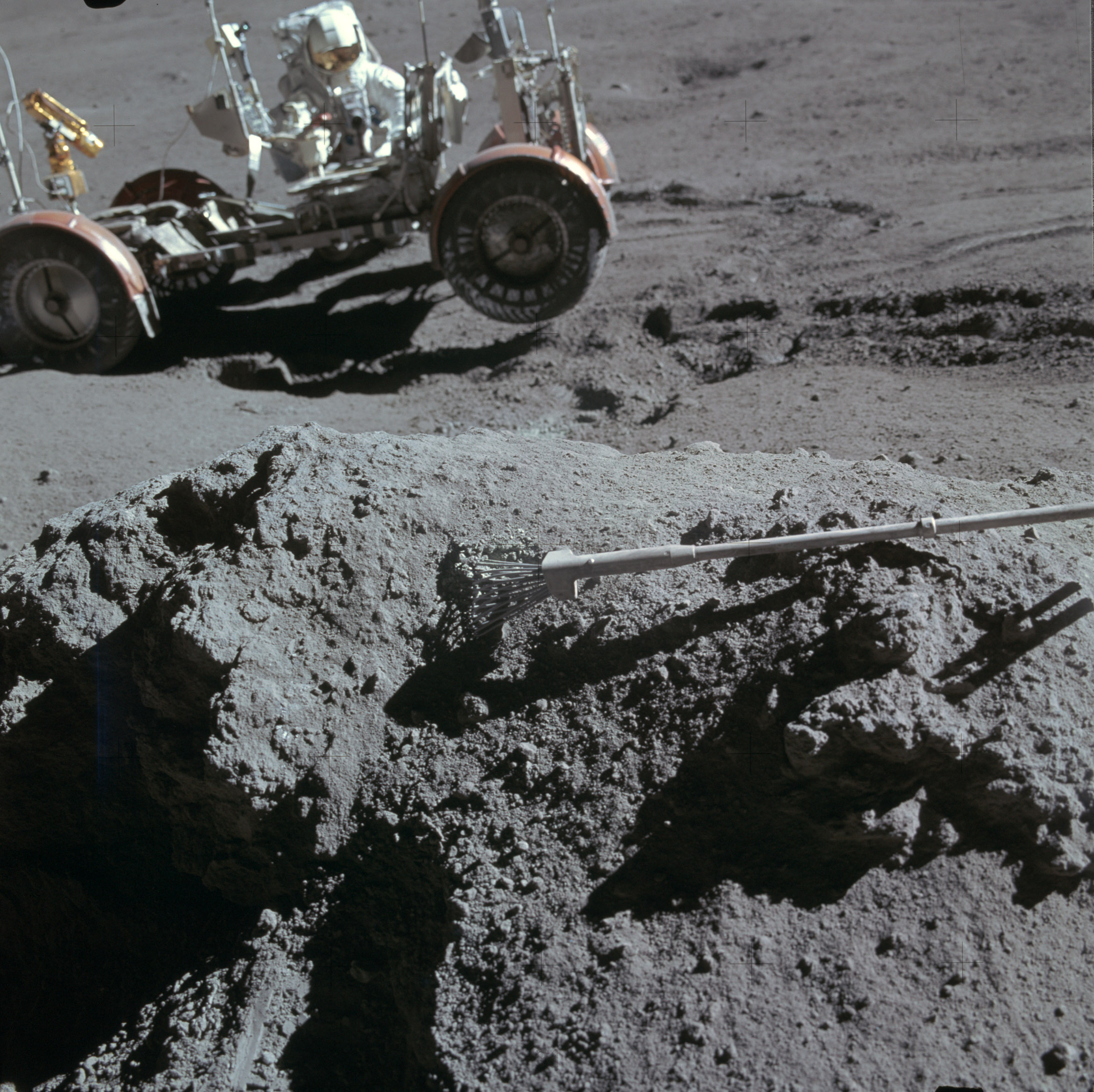
Джеймс Ирвин держит «луномобиль» у «Зелёного валуна». Для калибровки Дэвид Скотт положил на валун грабли-щипцы
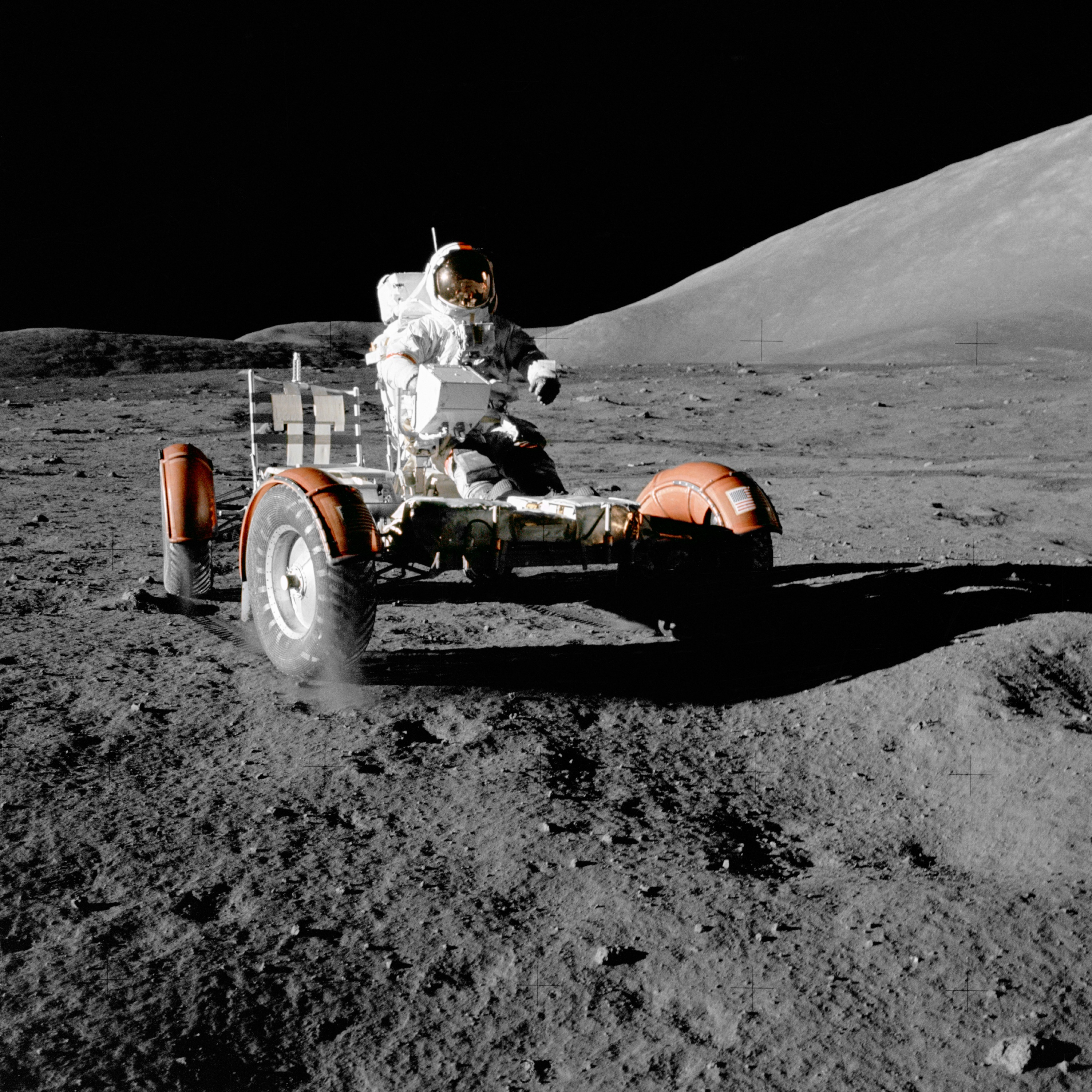
Экспедиция «Аполлон-17». Юджин Сернан совершает пробный заезд на лунном автомобиле
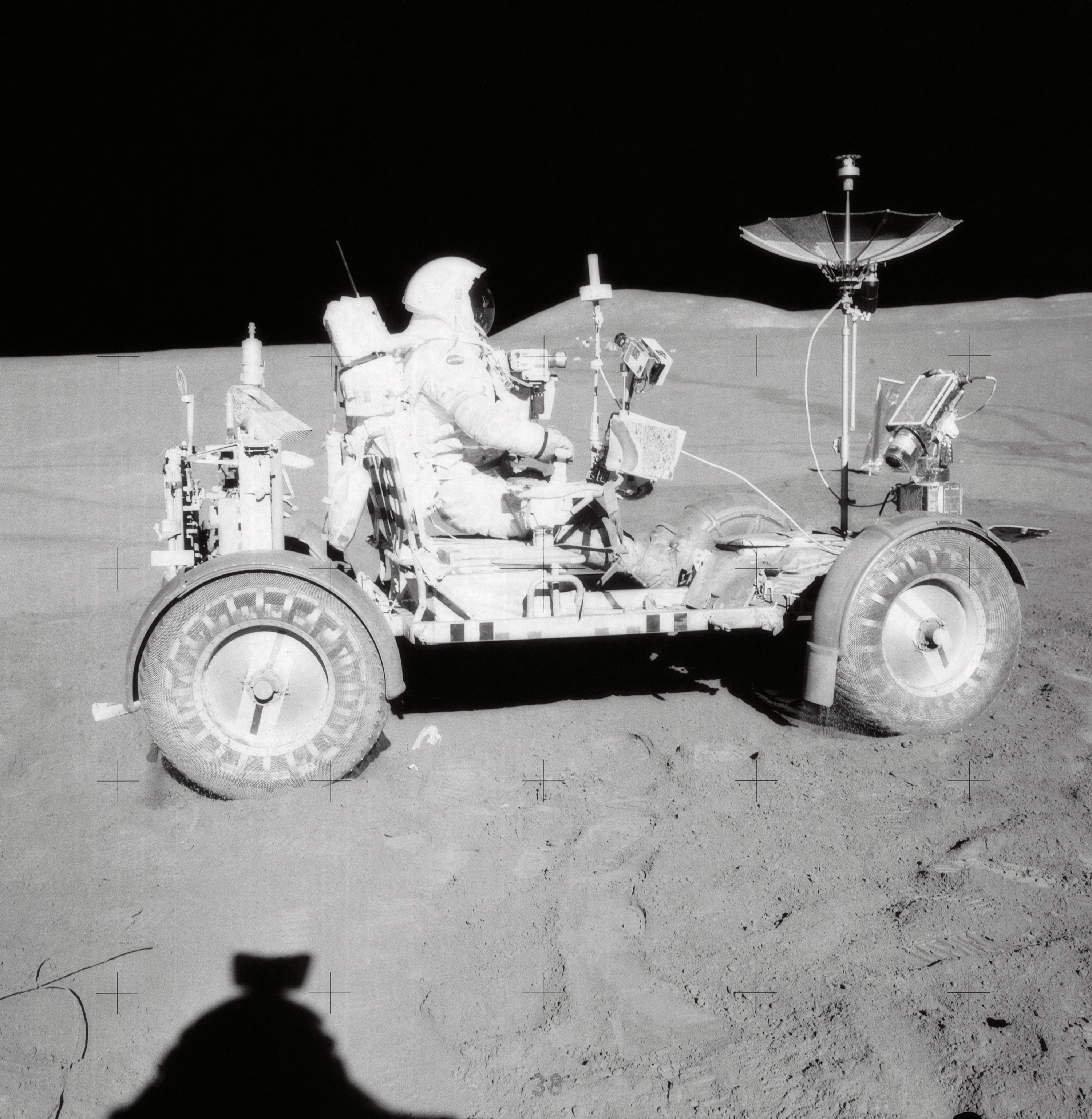
Лунный автомобиль, экспедиция «Аполлон-15»

## Видео
- Дэвид Скотт и Джеймс Ирвин тренируются на Земле в использовании лунного автомобиля на «Аполлоне-15»
- Лунный автомобиль «Аполлон-15»
- Командир «Аполлона-16» Джон Янг управляет лунным автомобилем
- Командир «Аполлона-16» Джон Янг  на лунном автомобиле